# Mechovka obecná
Mechovka obecná (Clitopilus prunulus) je jedlá houba z čeledi závojenkovitých.

## Popis
Klobouk bývá široký 30–100 mm, nejdříve polokulovitý, později nálevkovitě vyklenutý, v dospělosti bývá plochý, nepravidelně rozprostřený, s krátce podvinutým okrajem (ve stáří pouze sklopeným); hladký a suchý, jemně plstnatý, masitý, matný, bílý nebo šedobílý. Na omak moučnatý, za vlhka trochu lepkavý.
Lupeny jsou tenké, husté, dlouze sbíhavé, bělavé, později od výtrusného prachu růžové.

Třeň je krátký (30–60 mm dlouhý, 7–20 mm silný), válcovitý nebo jemně kyjovitý, plný, někdy excentrický, bývá pod kloboukem nejširší, na bázi bíle plstnatý.

Dužnina na řezu je bílá, měkká a voní po čerstvé mouce, příp. po syrových okurkách.

## Výskyt
Roste na nevápenatých půdách od června do října, ponejvíce však v červenci a srpnu, v listnatých, smíšených i jehličnatých lesích ve vlhčím mechu, při okrajích i v příkopech lesních cest, na pasekách i na zahradách s lesními stromy. Často roste ve větších skupinách na opadu.

## Synonyma
- mechovka bílá

## Lidové názvy
- hřibovinka
- jakubka
- lipka
- podhřibenka
- tancunka (slovensky)
- tanček (slovensky)
- voňavá houbička

## Možná záměna
S jedovatými bledými druhy strmělek, jež však nevoní moukou a lze je odlišit i tvrdou dužinou a pružnými lupeny nezbarvujícími se do růžova (výtrusný prach není růžový), například s jedovatou strmělkou odbarvenou (Clitocybe rivulosa) či s líhou srostlou (Clitocybe connata), která je zdraví nebezpečná (dříve uváděna jako jedlá).

## Využití
Dobrá houba do polévek, míchanic, pod maso i k sušení; chutná i v octovém nálevu.

## Zajímavosti
Dříve se běžně prodávala na trzích. V současnosti je méně hojná, a proto méně známá. Často roste ve stejných místech jako hřiby (viz lidové názvy), příp. ve společnosti muchomůrky červené.